# إدوارد نورمان لويس
إدوارد نورمان لويس هو سياسي كندي، ولد في 18 سبتمبر 1858 في كندا، وتوفي في 23 فبراير 1931. حزبياً، نشط في حزب كندا المحافظ. وقد انتخب عضو مجلس العموم الكندي.